# Antae

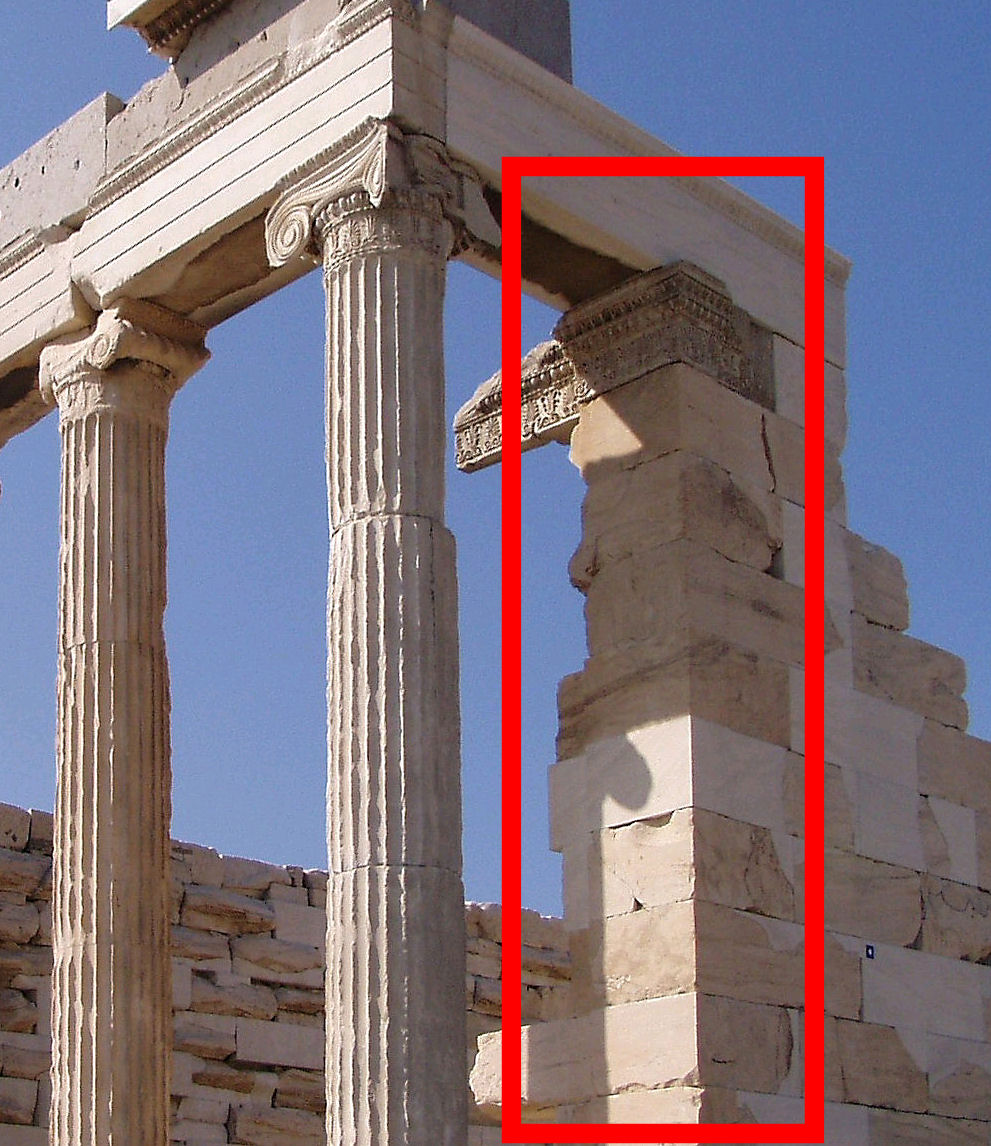
Anta a l'Erectèon. Atenes

Antae (en grec antic παραστάδες) eren originàriament els pilars d'una casa que es col·locaven just abans de la porta d'entrada segons diu Sext Pompeu Fest, generalment de forma quadrada (quadrae columnae). De fet s'han de considerar reforçaments dels murs més que no pas pilars fixats a la porta.
L'ús més important de les antae era als temples, que acostumaven a tenir-les al davant de l'entrada adossades a les parets, i al mig, entre les antae, dues columnes que sostenien l'arquitrau, segons ho descriu Vitruvi.
Vitruvi dona instruccions per a la construcció d'un temple in antis de l'ordre dòric: "L'amplada hauria de ser la meitat de la llargada, i els cinc vuitens de la llargada haurien d'estar ocupats per la cel·la o naos, que haurien d'incloure els murs frontals. Els tres vuitens restants estarien formats pel prónaos o pòrtic. Els antae han de tenir el mateix gruix que les columnes. Entre les columnes hi hauria d'haver una balustrada de marbre, o alguna altra mena de barana, amb reixes. Si l'amplada del pòrtic supera els quaranta peus, hi hauria d'haver un altre parell de columnes darrere de les columnes situades entre les antae, i una mica més primes que elles, a més d'altres detalls menors.
A l'arquitectura grega les antae, no tenien decoració, només una successió de motlures senzilles de vegades lleugerament ornamentades. Els romans hi van afegir capitells i bases semblants a les columnes. Les antae tenien el mateix gruix a tot arreu. A les cases particulars greges es troben les antae sense columnes al davant, i l'element s'anomenava παραστάς (literalment 'muntant d'una porta' o també 'vestíbul'). Aquesta paraula, παραστάς, també l'utilitza Eurípides per designar la pronaos d'un temple o el vestíbul d'un palau.